# Cucuteni
Cucuteni est une commune roumaine située dans le județ de Iași.